# Golden Melody Awards
A Golden Melody Awards, magyarul Arany Melódia-díj (hagyományos kínai írással: 金曲獎, egyszerűsített kínai írással: 金曲奖, pinjin: Jīn Qǔ Jiǎng, magyaros átírással: Csin Csü Csiang) egy zenei díj, melyet Tajvanon osztanak ki minden évben, különféle kategóriákban. A „kínai Grammyként” ismert. A díjkiosztó valaha volt legtöbb jelölését Jay Chou tajvani énekes mondhatja magáénak, 2009-ben összesen nyolc díjra jelölték Mo csie co című albumáért.